# Édouard Deldevez

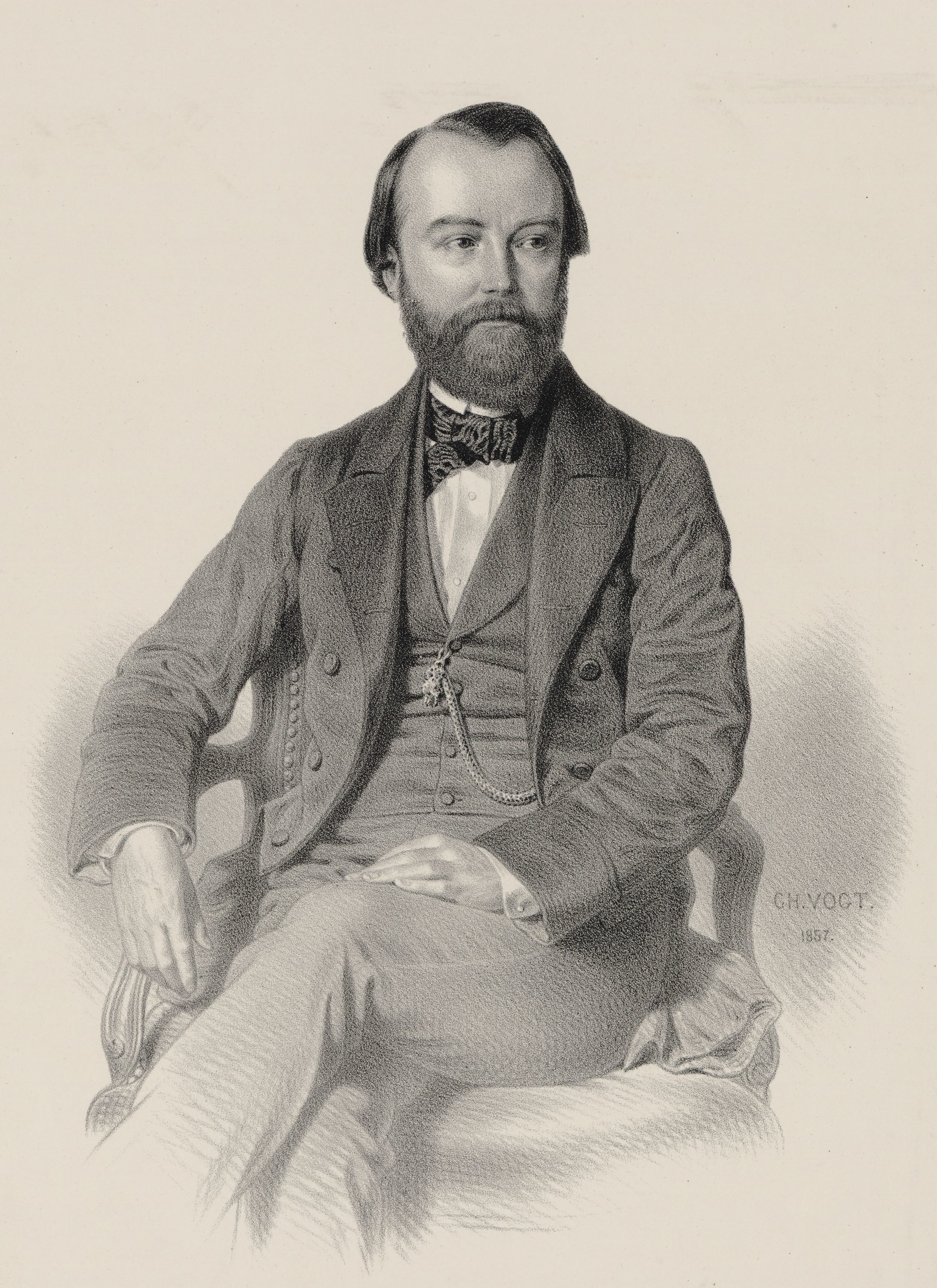
Édouard Deldevez

Édouard Marie Ernest Deldevez, född 31 maj 1817, död 6 november 1897, var en fransk tonsättare, dirigent och musikskriftställare.
Deldevez blev 1859 andre kapellmästare vid Parisoperan och vid konservatoriekonserterna, 1872 förste kapellmästare vid dessa och 1873 vid operan, därutöver professor vid konservatoriets orkesterklass. Deldevez, som var en skicklig dirigent och pedagog, har utgett arbeten om dirigering och modern harmoni samt äldre violinkompositioner.